# Glochinema agile
Glochinema agile is een rondwormensoort uit de familie van de Epsilonematidae. De wetenschappelijke naam van de soort is voor het eerst geldig gepubliceerd in 1974 door Lorenzen.